# كونسو (سايتاما)
مدينة كونسو (بالإنجليزية: Kōnosu)‏ هي أحد المدن التابعة لمحافظة سايتاما. تأسست رسميًا في 30/09/1954. ويقدر عدد سكانها بـ 119768 نسمة حسب تقدير مكتب الإحصاء الياباني لعام 2012. تبلغ مساحة كونسو 67.49 كم2. بكثافة سكانية تبلغ 1775 نسمة/كم2.

## أعلام
- تشو
- جونيا هوسوكاوا